# 怪物ランド (お笑い)
怪物ランド（かいぶつランド）は、平光琢也、赤星昇一郎、郷田ほづみによるコントユニット。結成は1983年1月。

## メンバー
平光琢也（ひらみつ　たくや、1955年1月13日 - ）
 日本 ・岐阜県出身
小柄な体型やルックスから、子供役や女性役を演じることが多い。コントの脚本も担当する。
赤星昇一郎（あかぼし　しょういちろう、1955年11月25日 - ）
 日本 ・熊本県出身
口ひげにスキンヘッドゆえに強面キャラや人以外の役もよく演じる。ボケ担当。当たり役は、子泣き爺。
郷田ほづみ（ごうだ　ほづみ、1957年8月22日 - ）
 日本 ・東京都練馬区出身
二枚目キャラからおばさん役までこなす、怪物ランドのいい男担当。

## 来歴
平光が主催していた劇団「魔天楼」が7年の活動の末に1982年に解散し、その一部メンバーが集まって出来たコントグループが母体。六本木バナナパワー等のショーパブでアルバイトがてらにしていたコント活動が、日本テレビのお笑いオーディション番組『お笑いスター誕生!!』のプロデューサーの目に止まり、「10週勝ち抜きグランプリ」に誘われる。しかしショーパブでのコント活動はあくまでもアルバイトであって、本業は俳優であるためコメディアンになるつもりはないと当初は断るが、半年間悩んだ挙句「もう無くすものも何もない」ということで平光・赤星・郷田の3人で番組に挑戦することに。その後10週連続で合格しグランプリを獲得。太田プロダクションをはじめとするいくつかの事務所から誘われるが、最終的に田辺エージェンシーに所属することになる。
田辺エージェンシー社長の田邊昭知からテレビ朝日の30分深夜テレビ番組を任され、怪物ランドと番組スタッフによる毎週の会議が数ヵ月間近く行われ、1983年10月から自らの深夜番組『ウソップランド』をスタートさせる。
1988年頃から活動の場をテレビから舞台に移しプロデュース公演を行う。後に田辺エージェンシーを退社し、3人別々の事務所に所属することになる。現在はトリオとしての活動はほぼ休止中で、俳優や声優、音響監督、舞台演出などで各自活動している。アニメ業界においてはいずれもネルケプランニングとの関係が深く、平光と郷田は自身が音響監督を担当した作品でネルケのキャスティングを積極的に取り入れ（特に郷田はネルケ傘下の声優事務所に所属しており、声優として出演することも多い）、赤星もネルケの関係する作品に声優として多く出演している。

## エピソード
- 『アラマッチャン・パーソンズ・プロジェクト』という名で打ち込み系バンド活動をしていた時期があり、楽曲を収録したカセットテープがファンクラブで販売された。
- 『ウルトラマンティガ』 第16話「よみがえる鬼神」に平光、郷田の2人がゲスト出演したが、本来は怪物ランド3人揃っての出演の予定だった（後に、赤星は第27話「オビコを見た!」に単独出演）。
- 『七星闘神ガイファード』 第15話「復讐の赤いバラ」に郷田がゲスト出演し、レギュラーの赤星と共演した。これは赤星が自ら出演交渉を行ったことによる。しかし、平光については「小さいおじさんの出番はないから」と言って、ゲスト出演を見合わせたという[5]。
- 『やつらはalfee（現THE ALFEE)に憧れお笑いを始めた』 2012.07.07 NACK5『K's24』にて話題に登る。『子泣きジジィじゃ夢見るぞ』『アナタツボカイナサイ』等が同放送にて披露される。
- 『HUNTER×HUNTER』(1999年版・第1作)第33話「特訓×猟犬×バタンキュー」において、音響監督を務めていた平光がシークアント役の声優としても出演。レオリオ役の郷田、ゼブロ役の赤星と併せ、TV放送においては『流通神様』終了以来8年越しとなる久々の三人揃い踏みとなった。

## 出演作品

### テレビ
- お笑いスター誕生!!（1983年）
- ウソップランド（1983 - 86年）
- 大江戸捜査網 第496話「女殺し八王子千人軍団の謎」（1983年）[6]
- なに・ソレ!?（1986年）
- ゲーム・史上最大の作戦（1986年）
- 禁断!イモリ帝国（1989 - 90年）
- 流通神様（1991 - 92年）
- HUNTER×HUNTER 第33話（2000年） - 郷田はレギュラー出演、平光は音響監督と兼任してゲスト出演。

### 映画
- ドン松五郎の大冒険（1987年、東宝）

### ラジオ
- 渋谷探検隊（文化放送）

### 舞台
- WATER 〜ショウパブが演劇になった日（1989年）
- WATER Again 〜セックスマシーン'90モデル発表会（1990年）
- フェロモン 〜限定4000人に捧げるセレモニー（1990年）
- SEXSOPHY　〜怪物ランドの高俗と低俗（1991年）
- WATER（再演）（1991年）
- Domination 〜怪物ランド風SMファンタジー（1992年）
- フェロモン（再演）（1992年）

### ビデオ
- 怪物ランドがやって来る（発売元/株式会社東北新社）

### 雑誌・書籍
- ウソップランド（青銅社）
- 怪物ランドの生涯（河出書房新社）
- ゴジラ宣言（JICC出版局）
- こちら葛飾区亀有公園前派出所　第31巻で巻末コメントを寄せた。
- 月刊投稿写真
- Q.A(平凡社)

### CM
- 週刊就職情報（竹中直人と共演したバージョンもあり）
- バポナ殺虫プレート